# Face
伊万·季莫菲耶维奇·德廖明（羅馬化：Ivan Timofeyevich Dryomin；1997年4月8日—），艺名Face，俄罗斯饒舌歌手，于2015年凭借迷你專輯Cursed Stamp（Проклятая печать）首次亮相。